# آندره داریگاد
آندره داریگاد (فرانسوی: André Darrigade‎؛ زادهٔ ۲۴ آوریل ۱۹۲۹) دوچرخه‌سوار اهل فرانسه است.
وی همچنین برندهٔ جوایزی همچون لژیون دونور (شوالیه) شده‌است.
از باشگاه‌هایی که در آن رکاب زده‌است می‌توان به تیم دوچرخه‌سواری بیانکی و تیم دوچرخه‌سواری السیون اشاره کرد.
وی در مسابقات کشوری و بین‌المللی در مجموع برندهٔ ۱ مدال طلا، ۱ مدال نقره، ۲ مدال برنز شده‌است.